# Country Club Johannesburg
De Country Club Johannesburg is een countryclub in Johannesburg, Zuid-Afrika, die opgericht werd in 1906.
De golfclub bezit de Auckland Park en heeft daarnaast ook twee golfbanen: de Woodmead Golf Course en de Rocklands Golf Course.

## Geschiedenis
De Auckland Park, een lokaal gebied in Johannesburg, is de originele thuisbasis van de Country Club Johannesburg (CCJ). Het pand werd in 1906 geregistreerd als erfgoed van de CCJ en bevat spectaculaire locaties voor bruiloften en andere feesten. De wijdverspreide gronden bestaat uit verschillende sportfaciliteiten zoals een cricketveld, tennis- en squashbanen en bowlingbanen.
De Woodmead Golf Course werd in 1968 opgericht en Martin Hawtree was de golfbaanarchitect. De golfbaan is een uitzonderlijke parkbaan met hoge bomen met onberispelijke greens. Sinds 2006 wordt de golfbaan gebruikt voor het Zuid-Afrikaans PGA Kampioenschap.
Naast de Woodmead-golfbaan, ligt de Rocklands Golf Course en het is de jongste van de twee golfbanen van de golfclub. De golfbaan werd gebouwd in 1992.

## Golftoernooien
- Zuid-Afrikaans PGA Kampioenschap (2006-heden)
- Vodacom Open: 2005